# Sonata Kreutzerowska

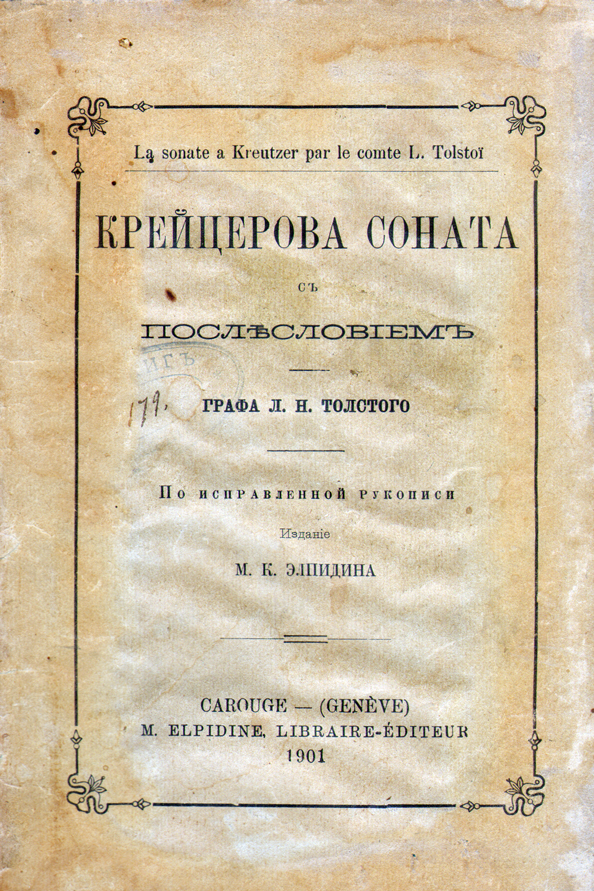
Okładka wydania Sonaty Kreutzerowskiej z 1901

Sonata Kreutzerowska (oryg. ros. Крейцерова соната) – nowela Lwa Tołstoja ukończona w 1889.

## Okoliczności powstania utworu
Od II poł. lat 60. Tołstoj planował napisanie utworu o mężczyźnie zabijającym swoją żonę. Według zachowanego zarysu fabularnego tekstu mąż po zabójstwie żony miał sam zgłosić się do więzienia, gdzie wszyscy traktowaliby go ze współczuciem i życzliwością, on zaś sam nie potrafił znaleźć spokoju i zrozumieć, do czego tak naprawdę doszło. Problem zanikającego uczucia w małżeństwie przewija się również w opowieści Śmierć Iwana Iljicza.
W 1888 Tołstoj wysłuchał w domu wykonania sonaty skrzypcowej nr 9 Beethovena, tzw. kreutzerowskiej i zainspirowany muzyką napisał siedemnastostronicowe opowiadanie w formie monologu zazdrosnego męża-mordercy. Dzieło to nie zawierało jeszcze refleksji ogólnych, jakie znalazły się w ostatecznej wersji tekstu, zaś całą winę za zniszczenie małżeństwa ponosił mąż.
Po ukończeniu prac nad opowieścią Tołstoj zamierzał dokonać w niej znaczących zmian, usuwając scenę zabójstwa, by rozwiązać intrygę bez wprowadzania śmierci kobiety. We wrześniu 1889 Tołstoj przeczytał w gazecie historię nauczyciela Zauzego z Odessy, który popełnił samobójstwo; w rezultacie jego żona zamordowała trójkę dzieci, po czym również odebrała sobie życie. Pisarz zamierzał w podobny sposób zakończyć opisywany w utworze konflikt. Ostatecznie zrezygnował z tego projektu i zachował główny wątek w swoim pierwotnym zarysie.

## Treść
Grupa pasażerów pociągu dyskutuje w podróży o instytucji małżeństwa: starsza kobieta i adwokat twierdzą, że jedynie miłość prowadzi do szczęścia małżeńskiego dwojga ludzi, kupiec utrzymuje, że kobiety winne pozostawać podporządkowane mężczyznom i wchodzić w związki małżeńskie z wybranymi przez rodzinę kandydatami, a następnie być wobec nich bezwzględnie lojalne. Samotny mężczyzna, niebiorący dotąd udziału w dyskusji, pyta kobietę, ile jej zdaniem trwa prawdziwa miłość, o której mówiła. Zaprzecza trwaniu takiego uczucia przez całe życie i oznajmia, że małżeństwa (o ile zawierający je ludzie nie byli wierzący i nie widzieli w nich misterium) w większości przypadków opierają się na oszustwie lub prowadzą mężczyznę i kobietę do wzajemnej nienawiści. Mężczyzna ujawnia narratorowi swoje nazwisko: Wasilij Pozdnyszew, oskarżony niedawno o zabójstwo własnej żony i uniewinniony, gdy sąd uznał, że działał w obronie własnego honoru.
Pozdnyszew opowiada następnie narratorowi własną historię. W młodości, pod wpływem środowiska, zaczął prowadzić rozwiązłe życie, poczytując erotyczne przygody z przypadkowymi kobietami za naturalne i korzystne dla zdrowia. W wieku trzydziestu lat ożenił się z kobietą, która urzekła go swoją urodą; uczucie to wziął za wielką miłość. Już w czasie miodowego miesiąca zaczęło dochodzić między nimi do nieporozumień. Mężczyzna dzieli się z narratorem swoimi refleksjami na temat pożycia małżeńskiego: jego zdaniem namiętność cielesna jest nienaturalna, zawstydzająca, zaś niezdemoralizowane kobiety nienawidzą jej. Współczesna cywilizacja czyni z kobiet niewolnice, zmuszane do spełniania seksualnych potrzeb mężczyzn, w zamian zaś uwodzące ich i uzależniające ich od siebie.
W ciągu kilku lat małżeństwa przychodzi na świat pięcioro dzieci. Między małżonkami narasta konflikt; w miarę dorastania dzieci obydwoje zaczynają nimi manipulować, wykorzystując je w swoich kłótniach. Do sporów dochodzi z powodu najbardziej błahych spraw związanych z codziennym życiem. Po urodzeniu piątego dziecka lekarze zalecają żonie bohatera, by nie zachodziła więcej w ciążę. Kobieta zaczyna wówczas marzyć o nowej, prawdziwej miłości.
Małżeństwo poznaje półzawodowego skrzypka Truchaczewskiego, który zaczyna odwiedzać dom Pozdnyszewów w celu wspólnego muzykowania z żoną bohatera. Pozdnyszew od pierwszych dni dostrzega, że między obojgiem powstaje coraz silniejsza zażyłość. Jest przekonany, że za sprawą Truchaczewskiego jego rodzina stopniowo się rozpada. Pewnego wieczoru, w czasie proszonego obiadu, oboje wykonują sonatę skrzypcową nr 9 Ludwiga van Beethovena, tzw. Kreutzerowską. Nastrój pierwszej części utworu wzmaga gwałtowne uczucia Pozdnyszewa; dalsze części przekonują go jednak, że jego podejrzenia były bezpodstawne. Dwa dni później Pozdnyszew wyjeżdża z domu. Otrzymuje list od żony, w którym kobieta pisze o spotkaniu ze skrzypkiem i dalszych planach wspólnego grania. Moment ten staje się przyczyną nowego wybuchu zazdrości. Pozdnyszew, analizując zachowanie żony i Truchaczewskiego, dochodzi do przekonania, że oboje z pewnością mieli romans. Wraca do domu i zabija żonę sztyletem. Kończąc swoją opowieść stwierdza, że dopiero widząc martwą żonę w trumnie zdał sobie sprawę z tego, co uczynił, i że nigdy nie będzie w stanie tego naprawić.

## Forma utworu
Sonata Kreutzerowska jest pod względem formalnym opowieścią (ros. powiest'), jednak z uwagi na specyficzny układ treści Semczuk określa ją jako „połączenie noweli z artykułem publicystycznym”.
Mottem utworu są dwa fragmenty Ewangelii Mateusza:

A ja powiadam wam, że każdy kto patrzy na niewiastę i pożąda jej, popełnił już w sercu swym cudzołóstwo

Na to rzekli Mu uczniowie Jego: „Jeżeli tak się ma sprawa między mężczyzną a niewiastą, to lepiej się nie żenić”. Lecz On im odrzekł: „Nie wszyscy to pojmują, lecz jedynie ci, którym jest dane. Są bowiem ludzie, którzy od urodzenia niezdolni są do małżeństwa, i są tacy, którzy ludzie niezdolnymi uczynili; a są i tacy, którzy ze względu na królestwo niebieskie wyrzekają się małżeństwa. Kto to pojąć może, niechaj pojmuje”

Zajmujący znaczną część dzieła monolog Pozdnyszewa otrzymuje charakter uogólniający: bohater wypowiada nie tylko własne poglądy, lecz formułuje sądy odnoszące się do całej ludzkości, które mają uzasadnić wymowę motta. W efekcie kompozycja dzieła staje się schematyczna – najpierw następuje przedstawienie tezy, później przywoływane są ilustrujące je wydarzenia z życia bohaterów, wreszcie padają wnioski. Zasadniczy charakter fabularny mają fragmentu począwszy od XVII rozdziału (na XXVIII), w których Pozdnyszew opisuje tragedię swojego małżeństwa. We fragmencie tym na pierwszy plan wysuwa się psychologiczna analiza przeżyć bohatera – opis jego wewnętrznego rozdarcia, utraty poczucia realności, uczucia kompletnego chaosu i nierozwiązywalności konfliktu, jaki musi nastąpić między jednostkami.

## Wymowa utworu

### Wizja małżeństwa
Jak pisze Maria Leśniewska, Lew Tołstoj postrzegał każdą dziedzinę życia człowieka w kategoriach walki między dobrem a złem. Zastanawiając się nad istotą miłości pisarz doszedł do przekonania, że głównym złem jest ciało ludzkie, duch zaś – przeciwstawionym mu dobrem. Niechęć twórcy do ciała pogłębiała się w miarę upływu czasu, pociągając za sobą potępienie współżycia małżeńskiego. Pogląd ten został wyłożony w Sonacie Kreutzerowskiej. Antoni Semczuk podkreśla związek koncepcji Tołstoja z interpretacją fragmentu Ewangelii Mateusza poświęconego cudzołóstwu. Pisarz widzi w panujących obyczajach związanych z małżeństwem grzech, z którego wyzwala jedynie asceza.
Tołstoj, potępiając małżeństwo, poszukuje zarazem winnych istniejącego stanu rzeczy. Dochodzi przy tym do wniosku, że obie płcie są jedynie igraszką własnych popędów, dodatkowo wynaturzanych przez warunki życia, jakie zapewnia cywilizacja. Twierdzi, że udane współżycie seksualne w małżeństwie trwa krótko, zawsze następuje po nim uczucie przesytu i wzajemnej nienawiści. Zdaniem Leśniewskiej pogląd ten zrodził się z własnych doświadczeń pisarza i jego relacji z żoną Sofią, mógł też mieć związek z jej fascynacją kompozytorem Siergiejem Taniejewem. Wiktor Szkłowski, akceptując możliwość istnienia w małżeństwie Tołstojów złych relacji, które następnie przełożyły się na wymowę Sonaty Kreutzerowskiej, odrzuca pogląd, by literacka postać Truchaczewskiego miała związek z osobą Taniejewa.
Sonata Kreutzerowska zawiera przy tym wiele poglądów wewnętrznie sprzecznych: Pozdnyszew, wypowiadający osobiste oceny autora, potępia antykoncepcję, równocześnie sugerując, że rodzenie dzieci nie jest dla ludzkości konieczne (lepiej, by zdemoralizowani ludzie wyginęli). Twierdząc, że umiarkowanie w życiu seksualnym jest zalecane, przywołuje przykład chłopów, którzy swoją energię wyładowują w pracy fizycznej – następnie przypomina sobie, że chłopki rodzą wiele dzieci i głosi, że popadają w efekcie w histerię zupełnie jak kobiety z wyższych sfer, które starały się unikać macierzyństwa.
Leśniewska podkreśla, że przed wydaniem Sonaty Kreutzerowskiej w literaturze światowej nie powstał utwór, który byłby tak gwałtownym atakiem na instytucję małżeństwa. Z tego powodu dzieło wywołało skandal. Jako przeciwwagę dla szlacheckiego małżeństwa Tołstoj wskazywał tradycyjną moralność patriarchalną, rezygnację z edukacji uniwersyteckiej i kształcenia kobiet. Program ten został nieprzychylnie przyjęty przez krytykę i czytelników.

### Postać Pozdnyszewa
Główny bohater utworu jest przykładem człowieka miotanego sprzecznymi uczuciami, działającego na przekór rozsądkowi, w poczuciu panującego na świecie chaosu. Doskonale zdaje sobie sprawę z charakteru i moralnej wartości skrzypka, domyśla się, że za sprawą tego człowieka jego małżeństwo może się ostatecznie rozpaść, nie chce jednak, z ambicji, przeciwstawiać się jego wpływowi na żonę. Pozdnyszew widzi, że rosnąca zazdrość pozbawia go ludzkich uczuć, nie ma jednak sił powstrzymywać własnej nienawiści. Popełnia morderstwo z premedytacją, chociaż rozumie, że sytuacja poprzedzająca ten czyn jest niepotrzebnie napięta i nielogiczna. W ocenie Szkłowskiego zabójstwo kobiety jest zemstą mężczyzny za zniewolenie, konsekwencją narastającego gniewu.

## Recepcja
Córka Tołstoja, Aleksandra, opisywała w swoich wspomnienia ogromny rozgłos utworu, który jeszcze przed dopuszczeniem do publikacji drukiem krążył w ręcznie przepisywanych kopiach i był szeroko komentowany. Dzieło pozytywnie ocenił car Aleksander III, natomiast u jego żony Marii Fiodorowny tekst wywołał szok. Konstantin Pobiedonoscew nazwał Sonatę Kreutzerowską „utworem o wielkiej mocy”.